# Benson Mates
Benson Mates (19 de mayo de 1919, Portland, Oregon – 14 de mayo de 2009, Berkeley, California) fue un filósofo estadounidense conocido por su trabajo en lógica, historia de la filosofía y escepticismo. Mates estudió matemáticas y filosofía en la Universidad de Oregón, Cornell, y la Universidad de California en Berkeley.  Algunos de sus profesores fueron J. Barkley Rosser, Harold Cherniss, y Alfred Tarski.  De 1948 hasta su jubilación en 1989 fue un profesor de filosofía en Berkeley. Permaneció como profesor emérito de filosofía en la Universidad de California en Berkeley hasta su muerte.
La disertación de Mates de 1948, "Sobre la lógica de los antiguos estoicos", formó la base para su libro Lógica estoica de 1953, del cual Peter Geach escribió, "La lógica estoica es un tema difícil  [...] La monografía del Dr. Mates es un esfuerzo agotador y exitoso para poder vencer estas dificultades." Su libro Lógica matemática elemental de 1965 es hasta la fecha ampliamente utilizado en cursos introductorios de lógica simbólica.  Suyo también es un aclamado estudio de Leibniz realizado en 1986.
Su propia filosofía está marcada por la defensa de una postura semejante al escepticismo pirrónico.  Mates argumentaba que los problemas más importantes de la filosofía (como la paradoja del mentiroso, la existencia de un mundo externo, y el libre albedrío) son inteligibles y no triviales, empero sumamente desafiantes. No obstante, a diferencia de los pirrónicos clásicos, para Mates el escepticismo conduce a una perplejidad insatisfactoria más que a la ataraxia.

## Obra
- Lógica de los Estoicos, Berkeley: University of California Press, 1953 (segunda edición 1961).
- Lógica matemática elemental, 1965, segunda edición Nueva York: Oxford University Press, 1972.
- Ensayos escépticos, Chicago: University of Chicago Press, 1981.
- La filosofía de Leibniz. Metafísica y Lenguaje, Nueva York: Oxford University Press, 1986.
- The Skeptic Way: Sextus Empiricus's Outlines of Pyrrhonism, Oxford: Oxford University Press, 1996.